# Swinemünder Depesche
Die Swinemünder Depesche vom 10. August 1902 war ein Telegramm Kaiser Wilhelms II. an den bayerischen Prinzregenten Luitpold, mit dem der Kaiser in einen innerbayerischen politischen Konflikt eingriff. Die Depesche veranlasste erhebliche öffentliche Kritik an Wilhelm II. und führte mittelbar zum Rücktritt des bayerischen Ministerratsvorsitzenden Friedrich Krafft von Crailsheim.

## Hintergrund
Die Depesche Wilhelms II. vom 10. August 1902 muss vor der spezifischen innenpolitischen Lage in Bayern seit 1869 verstanden werden, die dadurch gekennzeichnet war, „daß ein weltanschaulich liberales, politisch staatskonservatives, reichsfreundlich und staatskirchlich orientiertes Staatsministerium fortgesetzt gegen eine konservative, betont bayerisch-eigenstaatlich und katholisch bestimmte Mehrheit der Kammer der Abgeordneten regierte“. Nach der konfrontativen Phase des Bayerischen Kulturkampfs bis 1890 trat unter dem Ministerratsvorsitzenden Friedrich Krafft von Crailsheim (1890–1903) eine gewisse Entspannung ein, weil sich dieser um eine Zusammenarbeit mit den gemäßigten Kräften im Bayerischen Zentrum und bei den Liberalen bemühte. 
Unter den Ministern der Ära Crailsheim nahm der gemäßigt konservative Kultusminister Robert von Landmann, im Amt seit 1895, eine Sonderrolle ein, insofern er dem Zentrum weiter entgegenzukommen bereit war als seine Kollegen. Zum Konflikt unter den Ministern kam es, als Landmann ein neues Schulbedarfsgesetz vorlegte, das insbesondere Innenminister Max von Feilitzsch und Crailsheim selbst als zu zentrumsfreundlich empfanden. Da sie in der Sache gegen den zuständigen Ressortminister Landmann wenig ausrichten konnten, nutzten sie einen Streit unter Würzburger Professoren, in dem Landmann zu entscheiden hatte und seinerseits in Konflikt mit dem Senat der Universität geriet. Der Senat griff Landmann öffentlich an, dieser verlangte eine Disziplinierung des Senates durch den Prinzregenten, was der Chef der Geheimkanzlei Peter von Wiedenmann nach Rücksprache mit Landmanns Kollegen ablehnte. Der desavouierte Landmann reichte daraufhin sein Entlassungsgesuch ein, das angenommen wurde (zunächst am 11. Juli 1902 als Krankheitsurlaub deklariert).
Daraufhin beschloss die Zentrumsfraktion in der Abgeordnetenkammer, in den laufenden Verhandlungen über den Kultusetat drei Posten zu streichen, darunter 100.000 Mark für den Ankauf neuer Kunstwerke für die staatlichen Sammlungen. Der Gesamtbeschluss des Landtages, der diese politisch motivierten Budgetkürzungen enthielt, erging am 8. August 1902.

## Die Depesche Wilhelms II. und die Antwort Luitpolds
Wilhelm II. reagierte auf den Beschluss des Bayerischen Landtages mit der am 10. August 1902 in Swinemünde ausgefertigten Depesche an Prinzregent Luitpold:
„Von Meiner Reise eben heimgekehrt, lese Ich mit tiefster Entrüstung von der Ablehnung der von Dir geforderten Summe für Kunstzwecke. Ich eile, Meiner Empörung Ausdruck zu verleihen über die schnöde Undankbarkeit, welche sich durch diese Handlung kennzeichnet, sowohl gegen das Haus Wittelsbach im allgemeinen, als auch gegen Deine erhabene Person, welche stets als ein Muster der Hebung und Unterstützung der Kunst geglänzt. Zugleich bitte Ich Dich, die Summe, welche Du benötigst, Dir zur Verfügung stellen zu dürfen, damit Du in der Lage seiest, im vollsten Maße die Aufgaben auf dem Gebiete der Kunst, welche Du Dir gesteckt hast, zur Durchführung zu bringen.“
Schon vor dem 6. August 1902, also noch vor dem Beschluss des Landtages, hatte der Reichsrat Ernst von Moy Luitpold das Angebot unterbreitet, die Summe von 100.000 Mark als Spende aus privaten Mitteln zur Verfügung zu stellen. Luitpold nahm dieses Angebot am 9. August an. So konnte er in seiner Antwort vom 11. August 1902 mit Hinweis auf diese Spende das kaiserliche Angebot dankend ablehnen:
„Es drängt Mich, Dir Meinen innigsten Dank für Dein so warmes Interesse an Meinen und Meines Hauses Bestrebungen auf dem Gebiete der Kunst und für Dein so hochherziges Anerbieten auszusprechen. Zugleich freut es Mich, Dir mitteilen zu können, daß durch den Edelsinn eines Meiner Reichsräte, welcher die abgelehnte Summe zur Verfügung stellte, Meine Regierung in die Lage versetzt ist, getreu den Traditionen Meines Hauses wie Meines Volkes die Pflege der Kunst als eine Meiner vornehmsten Aufgaben unentwegt fördern zu können.“
Dieser Depeschenwechsel erhielt seine Sprengkraft, weil er, lanciert aus der Umgebung des Kaisers, in der Presse veröffentlicht wurde.

## Folgen
Die Bayerische Zentrumspartei nutzte die Swinemünder Depesche zur eigenen Profilierung als Bollwerk des Föderalismus und der bayerischen Eigenständigkeit. Weil die Landtagssession Mitte August 1902 beendet war und die Kammer erst wieder im September 1903 zusammentreten sollte, agierte die Partei über ihre Presse und bei Großveranstaltungen wie der Generalversammlung der Katholiken Deutschlands in Mannheim (24.–28. August 1902) und der Versammlung des Tuntenhausener Bauernvereins (21. September 1902). In  dieser Kampagne trat besonders der Landtags- und Reichstagsabgeordnete Franz Xaver Schädler mit scharfen Angriffen gegen den Kaiser und die bayerische Regierung hervor. Schädler war es auch, der die Swinemünder Depesche am 19. Januar 1903 im Reichstag ansprach und damit eine Reaktion des Reichskanzlers Bernhard von Bülow provozierte, der das nicht gegengezeichnete Telegramm des Kaisers als Privatangelegenheit herunterspielte, insgesamt aber verteidigte. Crailsheim verschärfte die innenpolitische Konfrontation in Bayern weiter, indem er Bülow im Namen des Prinzregenten für seine Reichstagsrede danken und diesen Dank am 28. Januar 1903 in der Presse veröffentlichen ließ. Am 5. Februar legte er einen Presseartikel nach, in dem er das Zentrum massiv angriff. Dieses Vorgehen führte dazu, dass sich seine Ministerkollegen unter der Führung des Kultusministers Clemens von Podewils-Dürniz, Landmanns Nachfolger, und mit Unterstützung Peter von Wiedenmanns von ihm distanzierten, indem sie ihm eigenmächtiges Handeln vorwarfen. Crailsheim reagierte mit einem taktisch gemeinten Rücktrittsgesuch, das der Prinzregent wider Crailsheims Erwartung am 18. Februar 1903 annahm. Clemens von Podewils folgte ihm im Amt nach.